# Сейл (Вікторія)
Сейл (англ. Sale) — місто в австралійському штаті Вікторія.

## Географія та клімат

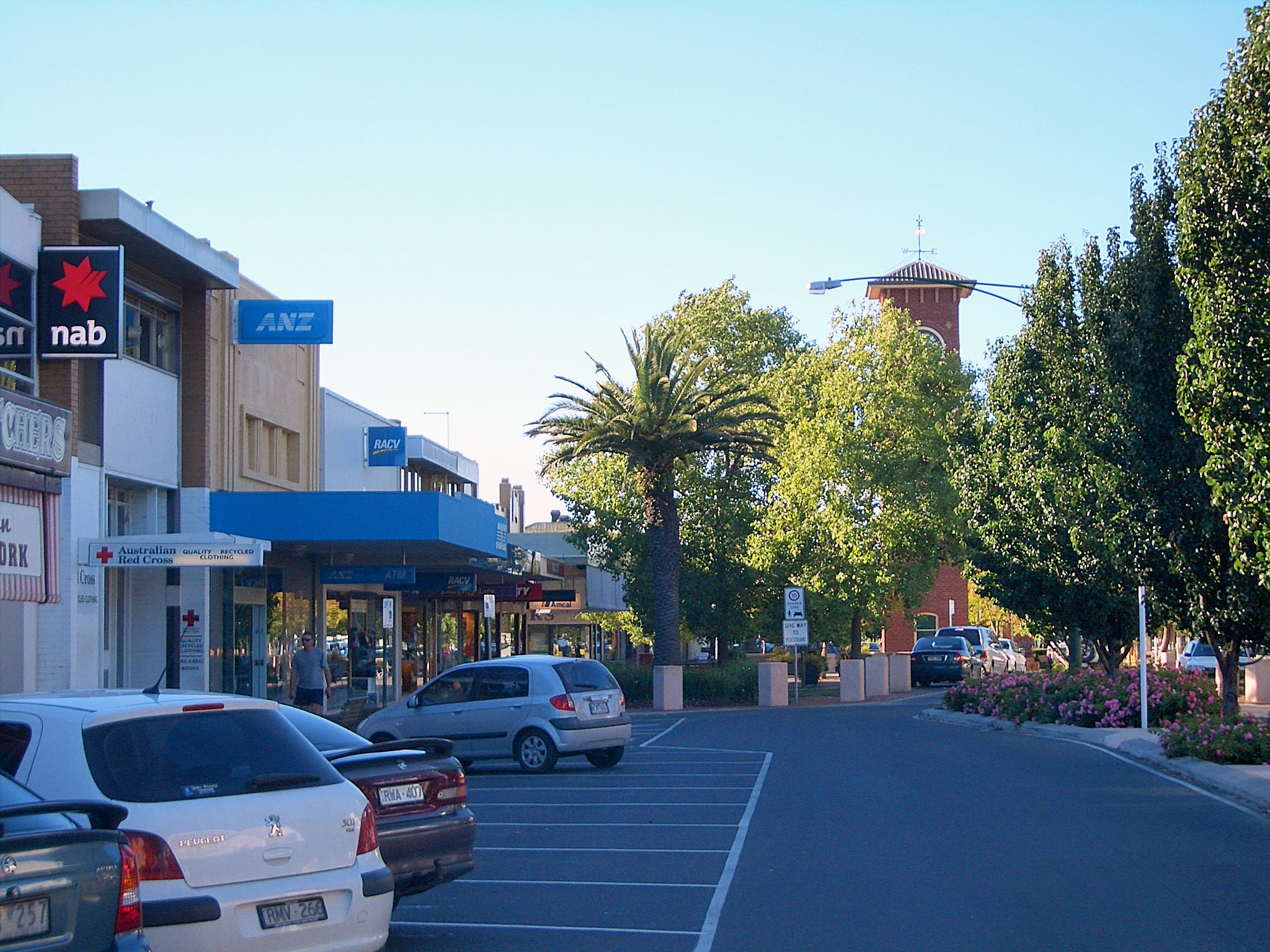

Місто Сейл розташоване на південному сході Австралії, у виборчому окрузі Ґіпсленд, в 212 кілометрах на схід від Мельбурна. Адміністративний центр графства Веллінґтон.
Найтеплішими для Сейла є січень та лютий з середньомісячними температурами близько + 25 ° С. Найпрохолодніший — липень (від + 3 ° С до + 14 ° С). Опади достатньо рясні, рівномірно розподілені протягом року.

## Відомі особистості
В поселенні народився:
- Еш Ділені (* 1986) — австралійський плавець.